# Небо Москви
«Не́бо Москви́» — радянський художній фільм режисера Юлія Райзмана, знятий за однойменною п'єсою Георгія Мдівані. Прем'єра відбулася 1 червня 1944 року.

## Сюжет
У вересні 1941 року лейтенант Ілля Стрельцов, що закінчив льотну школу, отримує призначення в винищувальний авіаполк, який охороняє небо Москви. Він зустрічає в частині медсестру Зою, з якою виріс в одному дворі і в яку давно закоханий. Під час першого тренувального польоту на «Чайці» лейтенант Стрельцов збиває німецький літак і отримує прізвисько «Щасливчик». Стрельцов ревнує командира ескадрильї до медсестри Зої, вважає що той до нього чіпляється. Цілий місяць його не допускають до бойових вильотів. У жовтні 1941 року лейтенант Стрельцов робить свій перший бойовий виліт, він збиває один літак і таранить другий. За цей бій йому присвоюють звання Героя Радянського Союзу. У фільмі використовувалася музика з творів Сергія Рахманінова.

## У ролях
- Петро Алейников —  лейтенант Ілля Стрельцов
- Ніна Мазаєва —  медсестра Зоя
- Микола Боголюбов —  підполковник Балашов
- Петро Соболевський —  капітан Гончаров
- Іван Кузнецов —  старший лейтенант Щербина
- Євген Немченко —  старший лейтенант Соловйов
- Микола Шамін —  батько Стрельцова
- Олександра Сальникова —  мати Стрельцова
- Л. Каплунова —  Наташа, сестра Стрельцова
- Ф. Федотов —  Ракітін
- Анатолій Алексєєв —  льотчик, старший лейтенант
- Євген Григор'єв —  льотчик
- М. Степанов —  льотчик

## Знімальна група
- Режисер: Юлій Райзман
- Режисер комбініронанних зйомок: Олександр Птушко
- Сценаристи: Михайло Блейман, Мануель Большинцов
- Оператори: Євген Андриканіс, Борис (Абрам-Бер) Арецький
- Художники: Арнольд Вайсфельд, Микола Суворов
- Консультант: генерал-майор Мітенков